# 日本高速機関
日本高速機関株式会社（にほんこうそくきかん）は、1950年代に存在した日本のバイクメーカー。ブランド名はホスク。

## 概要
英国のアリエルを踏襲した製品を製造し販売を開始した。当時のオートバイメーカーの中では珍しく、実用車でない、スポーツ嗜好の車種を売りにしていた。品質とデザインの良さを特徴としたものの、量産できず販売は伸び悩み、1954年 - 1960年の間における存在のみにとどまった。

## 沿革
山田輪盛館の二代目大関日出吉が株式会社山輪を設立、HOSKブランドで部品製造を開始し、プロトタイプの成功後、日本高速機関株式会社を設立。1959年に昌和製作所と資本提携後、製造権、生産設備を譲渡。その後、昌和製作所はヤマハ発動機のグループ傘下に入る。
当時2ストローク車のみの製造メーカーであったヤマハは、これを機に4ストローク大型排気量の技術と生産設備を得、英国車の流れをくむXSシリーズの製造に繋げてゆくことになる。

## 製造モデル
- CA 150cc
- BA OHC 196cｃ
- AB 250ｃc
- FA 350ｃｃ
- DA 500cc
- GA 500cc
- DB 500cc